# Concertmeester

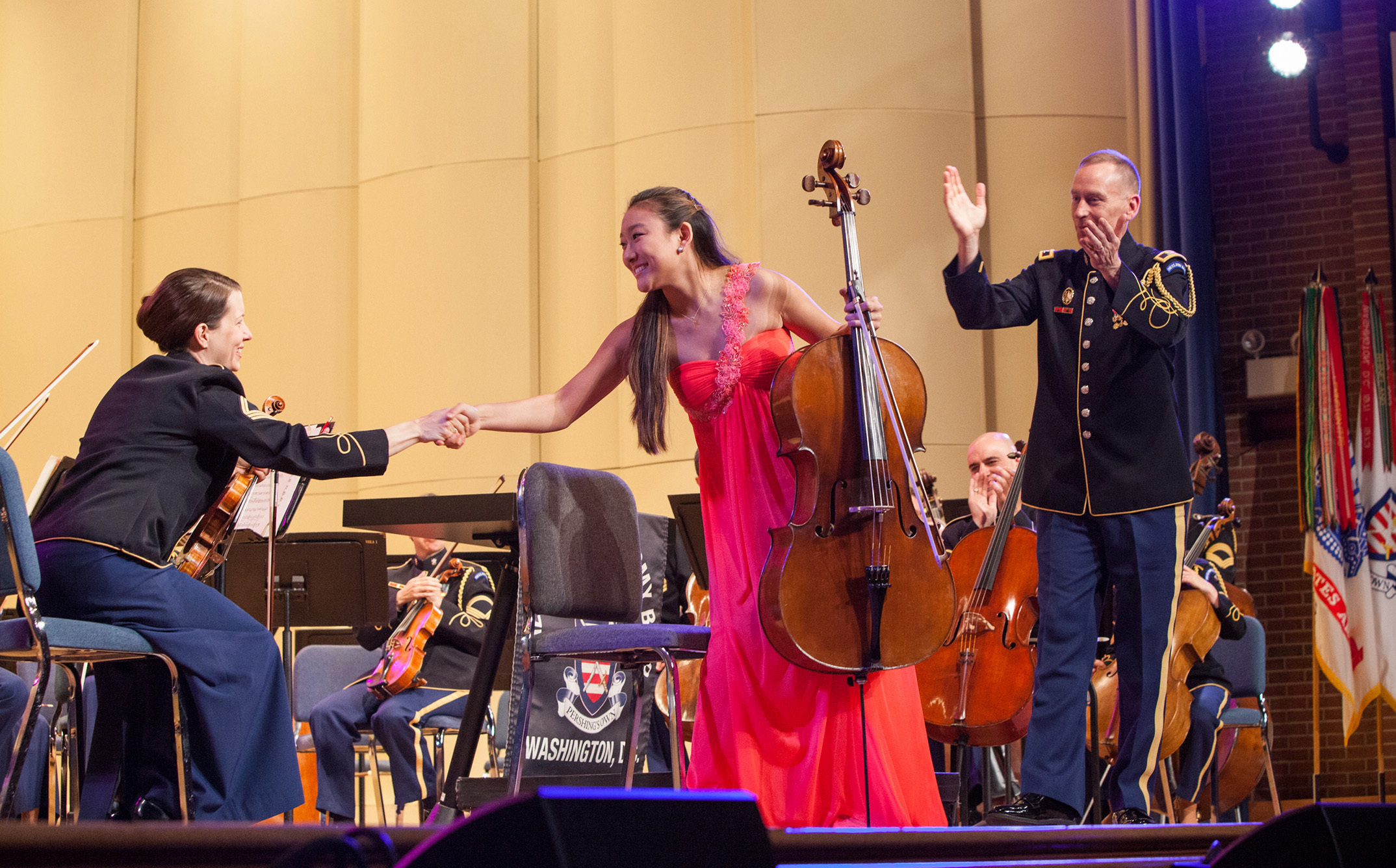
Een solist bedankt de concertmeester, die meestal links vooraan zit.

De concertmeester in een symfonieorkest is de aanvoerder van de eerste violen en daarnaast de belangrijkste musicus in het symfonieorkest. De concertmeester zit vanuit het publiek gezien altijd links van de dirigent. Ook een vrouw wordt als concertmeester aangeduid.
De concertmeester heeft binnen het orkest een aantal belangrijke taken. Bovenal is hij de belangrijkste vertegenwoordiger voor de musici van het orkest. Hij overlegt namens de musici met de dirigent en het orkestbestuur. Daarnaast zorgt de concertmeester ervoor dat het orkest voor aanvang van het concert wordt gestemd. In veel orkeststukken zijn solo's voor viool gecomponeerd. Deze solo's worden soms maar zeker niet altijd, gespeeld door de concertmeester. Tevens dirigeert hij het orkest indien nodig tijdens sectie-repetities waarbij hij als repetitor fungeert. Bij kleine orkesten die zonder dirigent spelen komt het voor dat de concertmeester het orkest leidt. Hij geeft dan tijdens het spelen aanwijzingen aan de andere musici.
Omdat veel concertmeesters het spelen in een orkest combineren met een carrière als soloviolist, beschikken de meeste beroepsorkesten over twee concertmeesters die om beurten de concerten meespelen.
Na afloop van een concert krijgt naast de dirigent vaak ook de concertmeester bloemen als blijk van waardering.
Nederlandse (oud-)concertmeesters uit de Nederlandse symfonieorkesten zijn bijvoorbeeld Louis Zimmerman(n), Jan Bresser, Jan Damen, Herman Krebbers, Theo Olof, Jo Juda, Willem Noske, Dick Bor, Christiaan Bor, Jaap van Zweden, Tjeerd Top, Carla Leurs, Roeland Gehlen, Cécile Huijnen, Johannes Leertouwer, Jaring Walta, Viktor Liberman, Vesko Eschkenazy, Liviu Prunaru, Zino Vinnikov.
In een harmonieorkest is de eerste klarinettist gewoonlijk de concertmeester. 